# Alonso Lobo
Alonso Lobo (Osuna, cap a 1555 - Sevilla, 5 d'abril de 1617) va ser un compositor andalús de música renaixentista, fill d'Alonso Lobo i de Jerónima de Borja. Encara que no tan famós com Tomás Luis de Victoria, va ser tingut en gran consideració i Victoria mateix el considerava el seu igual.
Després de pertànyer al cor de nens de la catedral de Sevilla, va rebre un títol de la Universitat d'Osuna i va passar a ser canonge en una església d'Osuna en algun moment anterior a 1591. Aquest any, la catedral de Sevilla el va anomenar assistent de Francisco Guerrero (de qui va ser deixeble) i més tard es convertiria en mestre de capella durant les absències de Guerrero. L'any 1593 el va contractar la catedral de Toledo com a mestre de capella; va romandre allà fins a 1594, quan va tornar a Sevilla.

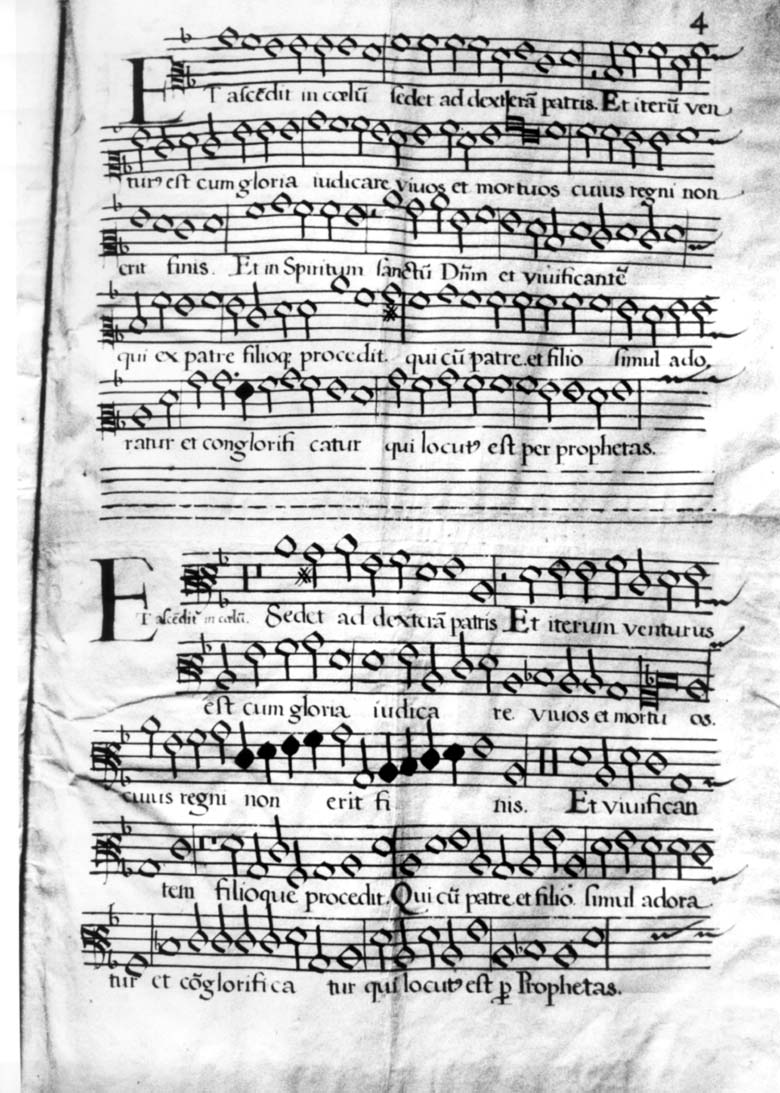
Credo romano Manuscrito conservado a El Escorial.

La música de Lobo combina la suau tècnica del contrapunt dePalestrina amb la trista intensitat de Victoria. Alguna de la seva música també usa tècniques policorals, que eren comunes a Itàlia cap a 1600, encara que Lobo mai no va usar més de dos cors (la música coral contemporània de l'escola de Venècia n'usava sovint molts més - Gabrieli sovint escrivia per a tants cors com hi cabessin a les espaioses esglésies de Venècia).

## Biografia
Fill d'Alonso Lobo i de Jerònima de Borja, va rebre la seva primera formació musical a l'entorn cultural de les viles ducals sevillans de les cases d'Osuna, Arcs o Medina Sidonia. Als 11 anys va ingressar com seise a la catedral de Sevilla, on rebria instrucció de Francisco Guerrero. Cap a finals dels 70 del segle XVI va obtenir la llicenciatura en Arts Liberals a la Universitat d'Osuna i va passar a ser canonge a la col·legiata d'Osuna en algun moment anterior proper a l'any 1586. En 1591, la catedral de Sevilla el va nomenar ajudant d'un ja ancià Francisco Guerrero, que havia continuat mantenint una cordial relació amb el seu antic deixeble, i a qui Lobo mostraria admiració basant algunes de les seves misses, Prudents virgines, Simile est regum coelorum, Maria Magdalena, entre d'altres, en motets del seu mestre. El 29 de novembre, el Capítol el va autoritzar a portar capa en reconeixement del seu precedent com a canonge a la col·legiata d'Osuna, fet que al costat del seu treball en aquell moment a la catedral, confirma que va ostentar el càrrec de mestre de capella compartit amb Guerrero.
El 1593 va acceptar la invitació de la catedral de Toledo, l'altre destí musical més ambicionat d'Espanya a més de la catedral sevillana, com a mestre de capella, plaça que havia quedat vacant per absència de Ginés de Boluda. D'aquesta etapa són, entre altres peces, les misses Beata Dei genitrix, a 6 veus; Maria Magdalena, a 6; Prudents virgins, a 5; Petre ego pro te rogativi, a 4; Simile est regnum coelorum, a 4; i O Rex gloriae, a 4, i la que sigui segurament la seva composició més coneguda, el motet a 6 veus Versa est in luctum.
Lobo romandria a Toledo fins a 1601, quan va tornar a Sevilla, en principi per a unes vacances, però que acabaria sent un trasllat definitiu, i on ocuparia en exclusiva el càrrec de mestre de capella ocupat anteriorment pel ja mort Guerrero i després per Ambrosio Cotes, a qui Lobo va reemplaçar després de la mort d'aquell a finals de 1603. Lobo va ocupar el lloc fins al 10 d'abril de 1606, quan va ser substituït per Baltasar de Torres.
No hi ha gaires dades dels darrers anys de Lobo a part que seguiria a cura dels seises fins a l'1 d'agost de 1610. Moriria el 5 d'abril de 1617. Les despeses del sepeli es van incloure com a despeses capitulars, i els cantaires van acompanyar el seguici fúnebre. El reconeixement que va tenir en aquesta catedral ho corrobora el fet que l'any 1648, la Catedral determinés en reunió capitular que el Credo romà de Lobo s'interpretés tots els diumenges de l'any i en totes les grans celebracions religioses.

## Obra
La música de Lobo combina la suau tècnica del contrapunt de Palestrina amb la ombrívola intensitat de Victòria, però amb un estil "més hispà" que aquest, amb menys presència d'elements de l'estil madrigalista italià, segons afirma la musicòloga María Inmaculada Cárdenas Serván. A diferència de Victòria, Lobo no va viure a Itàlia durant anys. Alguna de les seves composicions també utilitza tècniques policorals, que eren comunes a Itàlia cap a 1600, encara que Lobo mai va fer servir més de dos cors (la música coral contemporània de l'escola de Venècia usava sovint molts més — Gabrieli sovint escrivia per a tants cors com caveren a les espaioses esglésies de Venècia). Lobo va estendre la seva influència molt més enllà de les fronteres espanyoles: a Portugal i en llocs tan llunyans com Mèxic va ser considerat els següents 100 anys com un dels millors compositors de música litúrgica.
La figura d'Alonso Lobo ha començat a ser rescatada de l'oblit en què molts meritoris compositors ibèrics han estat durant segles, i avui dia se'l situa entre els millors polifonistes del Renaixement tardà, amb recuperacions discogràfiques de conjunts com Musica Ficta, Ensemble Plus Ultra, La Gran Chapelle, The Hilliard Ensemble, The Tallis Scholars i altres destacats conjunts corals de tot el món.
Lobo va estendre la seva influència molt més enllà de les fronteres espanyoles: a Portugal i a llocs tan llunyans com Mèxic va ser considerat els següents cent anys com un dels millors compositors espanyols.
Els seus treballs inclouen misses i motets, tres passions, lamentacions, salms i himnes, a més a més d'un miserere per a 12 veus (que s'ha perdut). Cap música secular o instrumental ha sobreviscut que se sàpiga.

## Biografia
- Gustave Reese, Music in the Renaissance. New York, W.W. Norton & Co., 1954. ISBN 0-393-09530-4
- Robert Stevenson, La música en las catedrales españolas del Siglo de Oro. Madrid, Alianza Editorial, 1993. ISBN 84-206-8562-3. (Especialment les pàgines 295-310)
- Inmaculada Cárdenas Serván, El Polifonista Alonso Lobo y su entorno. Santiago de Compostela, Universidad de Santiago de Compostela, 1987. ISBN 84-7191-415-8
- Article "Alonso Lobo," a The New Grove Dictionary of Music and Musicians, ed. Stanley Sadie. 20 vol. London, Macmillan Publishers Ltd., 1980. ISBN 1-56159-174-2

## Enregistraments
- Missa Maria Magdalene; amb els motets O quam suavis est, Domine; Quam pulchri sunt; Ave Regina caelorum; Versa est in luctum; Credo quod Redemptor; Vivo ego, dicit Dominus; Ave María i amb el motet Maria Magdalene de Guerrero. The Tallis Scholars, dirigit per Peter Phillips (Gimell, CDGIM 031)
- Missa Beata Dei genitrix; amb els motets Versa est in luctum i Libera me Donminum. Choristers from Winchester Cathedral - Polyhymnia, dirigits per Richard Lowell Childress. (Meridian, CDE84345)
- Missa Simile est Regnum Caelorum, Missa Petre ego pro te rogavi i motet Vivo ego, dicit Dominus. Musica Ficta, dirigit per Raúl Mallavibarrena (Enchiriadis, EN 2016)
- Missa Maria Magdalene, Responsorio Pro Defunctis i Motetes. Taller Ziryab, (Dial Discos S.A.)
- Lamentationes Ieremiae Prophetae, amb els motets Regina Coeli Laetare, Quam Pulchri Sunt Gressus Tui y Ego Flos Campi. Musica Reservata de Barcelona, dirigit per Bruno Turner (La mà de guido, 2045)
- Versa est in luctum, amb el Requiem de Tomás Luis de Victoria. The Tallis Scholars, dirigit per Peter Phillips (Gimell, CDGIM 012)
- Versa est in luctum, amb els motets Ave Maria i O quam suavis est, Domine. Choir of Westminster Cathedral, dirigit per David Hill (Hyperion, CDA66168)
- Versa est in luctum, amb el motet Liberame, Domine. Westminster Cathedral Choir, dirigit per James O'Donnell (Hyperion, CDA67046)
- Versa est in luctum, amb el motet Liberame, Domine. Chapelle du Roi, dirigit per Alistair Dixon (Signum, SIGCD005)
- Versa est in luctum, con el Officium defunctorum de Cristóbal de Morales. Gabrieli Consort & Players, dirigit per Paul McCreesh (Deutsche Grammophon - Archiv, 457 597-2)
- Versa est in luctum, amb els motets Credo quod Redemptor; Vivo ego, dicit Dominus; Ave Maria. The Tallis Scholars, dirigido por Peter Phillips(Gimell, CDGIM 205)
- Versa est in luctum. Duodena Cantitans - Capella Rudolphina, dirigits per Petr Danek (Supraphon, 3326-2 231)
- Versa est in luctum. Michel Piquemal Vocal Ensemble - Slovak Radio Symphony Orchestra, dirigits per Michel Piquemal (Naxos, 8.556701)
- O quam suavis est, Domine. The Hilliard Ensemble, (Virgin Veritas Edition, 7243 5 61394 2 8)
- O quam suavis est, Domine. Gabrieli Consort & Players, dirigit per Paul McCreesh (Deutsche Grammophon - Archiv, 471 694-2)